# Pandurenschlössl

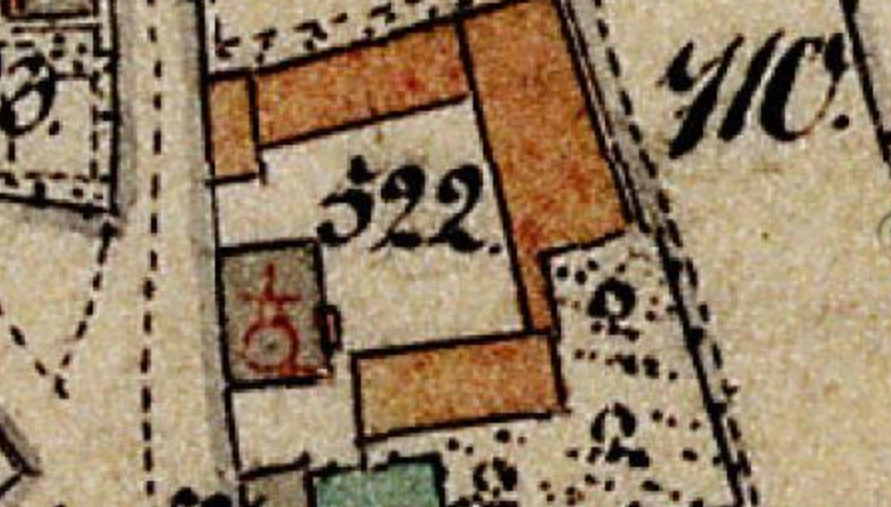
Lageplan des Pandurenschlössls auf dem Urkataster von Bayern

Das  Pandurenschlössl (auch das rothe Haus genannt) ist ein Schloss in der kreisfreien Stadt Straubing (Pandurengasse 29) im Regierungsbezirk Niederbayern von Bayern. Die Anlage war unter der Aktennummer D-2-63-000-145 als denkmalgeschütztes Baudenkmal von Straubing verzeichnet, heute ist sie ein „ehemaliges Baudenkmal“.

## Geschichte
Das Anwesen wurde um 1700 errichtet. Um 1740 gehörte es dem Bürger Joseph Krieger. 1742 setzten sich hier die Panduren fest. Diese wurden durch einen Ausfall der freiwilligen Miliz Straubings teils vertrieben, teils gefangen genommen. Zeitweise befanden sich an diesem Haus Bilder der beiden streitenden Parteien, diese sind aber abgegangen. Oberhalb des Hauses befindet sich mit 327 m der höchste Standpunkt von Straubing, der vermutete Ort eines römischen Kastells.

## Beschreibung
Es handelt sich um einen zweigeschossiger Walmdachbau.